# SG Eintracht 02 Bad Kreuznach
Maillots
Le SG Eintracht 02 Bad Kreuznach est un club allemand de football localisé à Bad Kreuznach en Rhénanie-Palatinat.

## Repères historiques
- 1902 – 18/06/1902, fondation du FUSSBALL CLUB KREUZNACH 02.
- 1906 – fondation du SPORT-CLUB 1906 KREUZNACH.
- 1907 – fusion du FUSSBALL CLUB KREUZNACH 02 avec le SPORT-CLUB 1906 KREUZNACH pour former le 1. FUSSBALL CLUB 02 KREUZNACH.
- 1907 – fondation du SPORT-CLUB NAHETAL KREUZNACH.
- 1907 – création du FUSSBALL CLUB GERMANIA KREUZNACH.
- 1908 – création des clubs du BRITANNIA 08 KREUZNACH et du HERMANIA 08 KREUZNACH.
- 1909 – fusion du SPORT-CLUB NAHETAL KREUZNACH avec le FUSSBALL CLUB PREUSSEN KREUZNACH pour former le SPORT-CLUB VIKTORIA KREUZNACH qui engloba peu après le BRITANNIA 08 KREUZNACH et le HERMANIA 08 KREUZNACH.
- 1910 - SPORT-CLUB VIKTORIA KREUZNACH engloba le FUSSBALL CLUB GERMANIA KREUZNACH.
- 1911 – fusion du SPORT-CLUB VIKTORIA KREUZNACH avec le FUSSBALL SPORTLUST KREUZNACH pour former le KREUNZACHER FUSSBALL VEREIN 07.
- 1919 – 18/08/1919, fusion du KREUNZACHER FUSSBALL VEREIN 07 avec le SPORT VEREIN 08 KREUZNACH pour former le FUSSBALL SPORT VEREIN (FSV) 07 KREUZNACH.
- 1932 – 19/08/1932, fusion du 1. FUSSBALL CLUB 02 KREUZNACH avec le FUSSBALL SPORT VEREIN 07 KREUZNACH pour former la SPORTGEMEINDE EINTRACHT BAD KREUZNACH.

## Histoire
La plus ancienne association de la localité de Bad Kreuznach fut le FC Kreuznach 02, fondé le 18 juin 1902. Cinq ans plus tard, ce club fusionnavec le SC 1906 Kreuznach pour former le 1. FC 02 Kreuznach. Ce cercle évolua en Bezirksliga Hessen jusqu’en 1919. 
Le 19 août 1932, le 1. FC 02 Kreuznach et le FSV 07 Kreuznach fusionnèrent pour former le SG Eintracht Kreuznach (qui sera plus tard rebaptisé SG Eintracht 02 Bad Kreuznach).
Le club monta progressivement les échelons arriva dans la plus haute division régionale dans les années 1930.
Dès leur arrivée au pouvoir en 1933, les Nazis exigèrent une réforme des compétitions. Seize ligues régionales (équivalent D1) furent créées: les gauligen. En 1938 et 1939, le SG Eintracht participa au tour final mais ne put monter dans la Gauliga Mittelrhein. 
Mais en 1941, le club profita de l’annexion du Grand-duché de Luxembourg au territoire du IIIe Reich. La Gauliga Mittelrhein fut scindé en deux ligues distinctes: la Gauliga Aachen/Köln et la Gauliga Moselland. Le SG Eintracht Bad Kreuznach fut versé dans celle-ci. En fin de saison 1941-1942, le club remporta son groupe mais perdit la finale, contre le cercle luxembourgeois du FV Düdelingen (0-3). Les deux saisons suivantes, Kreuznach termina 2e de son groupe derrière le TuS Neuendorf.
En 1945, tous les clubs ou associations allemands furent dissous par les Alliés. Le SG Eintracht fut rapidement reconstitué et, comme toutes les équipes des zones d’occupation française et américaine, recommença à jouer assez rapidement.
En 1950, le SG Eintracht 02 Bad Kreuznach accéda à l’Oberliga Südwest (équivalent D1) et y évolua deux années avant d’être relégué. Le club y remonta en vue de la saison 1954-1955 et y resta jusqu’à la dissolution de cette ligue en 1963, lors de la création de la Bundesliga. Son meilleur classement fut une 7e place au terme de l’exercice 1957-1958.
Contrairement aux autres clubs de la désormais ancienne Obrliga Südwest, le club n’entra pas en Regionalliga Südwest et redescendit en 1. Amateurliga (3e niveau de la hiérarchie à cette époque). Il recula au en 2. Amateurliga (niveau 4) en 1970 mais remonta rapidement après une saison. Au terme de la saison 1972-1973, le SG Eintracht 02 remporta le titre et monta en Regionalliga Südwest, (équivalent D2). Il redescendit après une saison, malgré une 7e place finale car la saison suivante était créée la 2. Bundesliga pour laquelle le club ne fut pas retenu.
À nouveau champion de la 1. Amateurliga en 1975, SG Eintracht 02 Bad Kreuznach accéda à l’antichambre de l’élite en remportant le tour final devant l’Eintracht Trier et l’ASC Dudweiler.
En 1975-1976, en 2. Bundesliga, Groupe Süd, Bad Kreuznach termina 19e sur 20 et fut relégué. 
Le club rejoua deux saisons en 1. Amateurliga, puis fut retenu pour être un des fondateurs de la nouvelle Oberliga Südwest, créée à partir de la saison 1978-1979 comme 3e étage de la pyramide du football allemand. Le SG Eintracht 02 y joua jusqu’à sa relégation en 1988. Comme meilleur résultat, il avait décroché la 5e place en 1981.
Le SG Eintracht 02 Bad Kreuznach évolua alors en Verbandsliga pendant cinq saisons puis recula encore de deux niveaux jusqu’en 1995. Le cercle remonta alors la pente et décrocha deux titres consécutifs pour remonter en Verbandsliga pour la saison 1997-1998. Trois ans plus tard, le club fêta un nouveau titre et remonta en Oberliga Sûdwest (devenue l’équivalent D4).
En fin de saison 2007-2008, le SG Eintracht 02 recula de deux rangs. Il fut relégué de l’Oberliga Südwest alors que celle-ci devenait une ligue de Niveau 5 à la suite de la création de la 3. Liga. 
Après deux saisons en Verbandsliga, le SG Eintracht 02 Bad Kreuznach fut relégué en Landesliga (niveau 7). Quelques mois après cette relégation, soit le 18 octobre 2010, le Conseil d’administration du club fuit aveu de faillite. L’équipe poursuivit tout de même son championnat.

## Entraîneur connu
- Lothar Emmerich

## Stades
- jusque 1965: Eintracht-Sportfeld Heidenmauer.
- Depuis 1965: Friedrich-Moebus-Stadion